# Lammas
Il Lammas (dall'inglese antico Hlafmæsse, trad. "messa della pagnotta") è una festività cristiana inglese, che si celebra il 1º agosto dell'anno liturgico (tanto per i protestanti, quanto per i cattolici inglesi) in occasione della prima mietitura dell'anno, in cui per tradizione si portava in chiesa una pagnotta ottenuta dal nuovo raccolto.
In molte parti del Regno Unito, i mezzadri erano tenuti a presentare il raccolto ai padroni dei terreni entro questa data. Nello stesso giorno (o in alcuni casi il 6 aprile), si benedicono i frutti.
In epoca medievale, la festa era conosciuta come Gule of August,  ma il significato della parola gule è ignoto. Ronald Hutton suggerì che derivasse dall'anglicizzazione del gallese Gŵyl Awst ("banchetto d'agosto"), una festività simile che si celebrava il 1º agosto in Galles. Anche la festa tradizionale gaelica del Lughnasadh presenta delle forti analogie con la festa in questione, a partire dalla stessa data di celebrazione